# Faun and the Pagan Folk Festival
 (avril 2018).
Albums de Faun
Totem
(2007) Buch der Balladen
(2009)
Faun and the Pagan Folk Festival est le cinquième album et premier album live du groupe allemand de paganfolk, médiéval et dark wave Faun, sorti en mars 2008.
Ce disque est une sélection d'enregistrements des 8 concerts de leur tournée européenne (qui les a menés à Vienne, Munich, Lucerne, Leipzig, Hanovre, Berlin, Utrecht et Kaiserslautern) à l'automne 2007 et dont une grande partie est tirée du Pagan Folk Festival, à Utrecht (Pays-Bas).

## Liste des titres
| 1.    | Gaia                                         | 2:22 |
| 2.    | Rad                                          | 4:20 |
| 3.    | Satyros                                      | 4:37 |
| 4.    | Rosmarin (feat. Sieben)                      | 5:33 |
| 5.    | Love's Promise                               | 6:35 |
| 6.    | Sahhara (feat. In Gowan Ring) (Titre inédit) | 5:42 |
| 7.    | Dandelion Wine (Titre inédit)                | 3:44 |
| 8.    | Iyansa                                       | 6:00 |
| 9.    | Aisi Sisikka                                 | 5:10 |
| 10.   | Tinta (feat. In Gowan Ring)                  | 7:38 |
| 11.   | The Trip Goes On                             | 5:56 |
| 57:39 |                                              |      |

## Crédits
| - Oliver Sa Tyr : chant, guitare, harpe celtique, bouzouki irlandais, nyckelharpa, baglama, saz - Rüdiger Maul : percussions (tar, tambourin, davul, panriqello, darbouka, congas, timbal, maracas) - Lisa Pawelke : vielle à roue, chant - Fiona Rüggeberg : chant, flûte à bec, flûte irlandaise, flûte (seljefloit), fujara, cornemuse, harmonium - Niel Mitra : séquenceur, sampler, synthétiseur Invités - B'eirth : guitare, luth, harmonica, chant - Matt Howden : violon, chant | - Production : Faun, Oliver Sa Tyr - Mastering : Eroc - Mixage : Düsi Kaufmann, Oliver Sa Tyr - Ingénierie (son), enregistrement : Christofer "Düsi" Kaufmann - Ingénierie (lumière) : Kilian Keuchel - Photographie : Chris Janik, Hermann "Bombadil" Kurz, Kaat Geevers, Martin Wackerzapp, Oliver Sa Tyr, Ralph Halbleib - Livret d'album : Oliver Sa Tyr - Livret (traduction en anglais) : Kaat Geevers - Livret (traduction en allemand) : Oliver Sa Tyr |